# 483615 Martinmccarthy
483615 Martinmccarthy este o planetă minoră (asteroid) din centura de asteroizi. A fost descoperită pe 18 septembrie 2004 la Molėtų astronomijos observatorija⁠(d) de . 
Obiectul prezintă o orbită caracterizată de o semiaxă mare de 3,0202177079177 UAi, o excentricitate de 0,10544977597175, o înclinație de 10,098397816732 ° în raport cu ecliptica.